# René Ronsil
René Henri Ronsil meist René Ronsil (* 18. April 1908 in Ménilles, Département Eure; † 17. Oktober 1956 in Louveciennes, Département Yvelines) war ein französischer Sänger, Ornithologe und Bibliothekar.

## Leben und Wirken

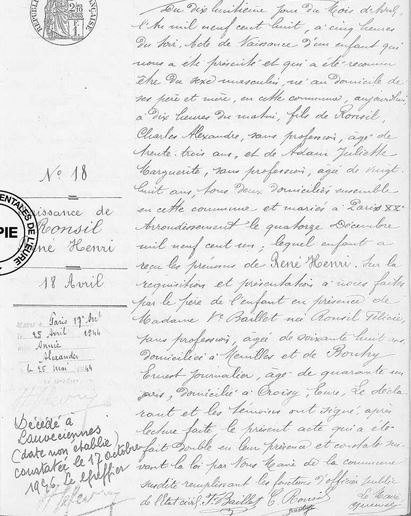
Geburtseintrag René Henri Ronsil 18. April 1908

Sein Vater Charles Alexandre Ronsil und seine Mutter Adami Juliette Marguerite waren Grundbesitzer in Ménilles. In seiner Jugend förderte sein Musiklehrer sein Interesse für die Musik. Er besuchte das Konservatorium, in dem er 1933 den ersten Preis in Gesang errang und eine Medaille für sein Solfège erhielt. Seine Bescheidenheit und Schüchternheit hinderten ihn daran, eine führende Rolle als Bariton in den Opernhäusern zu bekommen. Beim französischen Rundfunk (Radiodiffusion française) zeigte er als Solist am Mikrofon weniger Hemmungen und es schien, als ob er Auftritte vor Publikum mied. 1941 trat er im Chor der Pariser Oper auf und spürte erstmals den Ruhm, der einem Star auf der Bühne zukommt. Mit La Fille De Madame Angot kam 1940 eine Schallplatte mit Gesangseinlagen von Ronsil auf den Markt.
Er bedauerte es oft, nicht mehr Zeit für sein Hobby, die Ornithologie, zu haben. Insbesondere das intensive Studium ornithologischer Literatur gehörte zu seiner Passion. So beschäftigte er sich intensiv mit wunderschönen Ikonografie aus dem 18. und 19. Jahrhundert und legte sich selbst eine sehr schöne Bibliothek zu.
Im Jahr 1948 publizierte er mit Bibliographie Ornithologique Francaise ein Werk, das noch heute für viele Forscher eine wichtige Grundlage für ihre Recherchen ist. Ein Jahr später folgte eine Ergänzung mit Abkürzungen und entsprechendem Index.
Im Jahr 1950 übertrug ihm die Société ornithologique de France die Aufgabe, eine Bibliothek aufzubauen, die den Mitgliedern der Gesellschaft zur Verfügung stehen sollte. In wenigen Jahren etablierte er eine der umfangreichsten ornithologischen Bibliotheken Frankreichs.
Nach seinem überraschenden Tod im Jahr 1956 bemühte sich die Gesellschaft, sein letztes Manuskript postum zu publizieren. Diese Studie beschäftigte sich erstmals mit der französischen Vogelillustrationen in Büchern und Zeitschriften im Zeitraum zwischen 1475 und 1950 und listete alle Künstler, Kupferstecher und Herausgeber in diesem Zeitraum auf. Das Werk erschien unter dem Titel L'Art français dans le livre d'oiseaux.
Kurz vor seinem Tod plante er eine dritte Studie über französische Vogelbilder, die nicht in Büchern veröffentlicht wurden. Diese sollte Ölgemälde, Aquarelle, Gouache, Pastellmalerei, Rötelzeichnungen und verschiedene Skizzen wie Holzkohle- und Bleistiftskizzen usw. beinhalten. Leider wurde sein Lebenswerk nicht mehr vollendet, so dass sie als vollständigste Dokumentation der französischen Ornithologie perfektioniert hätten. Trotzdem gelten seine publizierten Werke als wertvolles Werkzeug für zukünftige Forschergenerationen.

## Schriften (Auswahl)
- Bibliographie Ornithologique Francaise, travaux publies en langue francaise et en latin en France et dans les Colonies Francaises de 1473 a 1944. Band 1. Paul Lechevalier, Paris 1948.
- Abréviations des titres des publications périodiques cités dans la Bibliographie Ornithologique Française et Index méthodiques et systématiques. Band 2. Paul Lechevalier, Paris 1949.
- L'Art français dans le livre d'oiseaux (Eléments d'une iconographie ornithologique française). In: Mémoires de la Société ornithologique de France et de l'union française (= Supplément à L'Oiseau et la Revue française d'Ornithologie). Band 28, Nr. 6, 1957.
- Madame Knip, née Pauline de Courcelles, et son oeuvre ornithologique. In: Journal of the Society for the Bibliography of Natural History. Band 3, Nr. 4, 1957, ISSN 2053-7808, S. 207–220, doi:10.3366/jsbnh.1957.3.4.207.